# Gianfranco Di Stefano
Gianfranco Di Stefano (...) è un compositore italiano.

## Biografia
Conosciuto anche come compositore di colonne sonore cinematografiche degli anni '70, Fratello del musicista Felice Di Stefano.

## Filmografia
- Un amore oggi, regia di Edoardo Mulargia (1970)
- Shango, la pistola infallibile, regia di Edoardo Mulargia (1970)
- Rimase uno solo e fu la morte per tutti, regia di Edoardo Mulargia (1971)
- Lo sceriffo di Rockspring, regia di Mario Sabatini (1971)
- La verità secondo Satana, regia di Renato Polselli (1972)
- Blood Story, regia di Amasi Damiani (1972)
- I pugni di Rocco, regia di Lorenzo Artale (1972)
- Giorni d'amore sul filo di una lama, regia di Giuseppe Pellegrini (1973)
- Sogni proibiti di Don Galeazzo curato di campagna, regia di Emanuele Di Cola (1973)
- Giochi erotici di una famiglia per bene, regia di Francesco Degli Espinosa (1975)
- La figliastra (Storia di corna e di passioni), regia di Edoardo Mulargia (1976)